# Marek Zybura
Marek Henryk Zybura (* 5. Juli 1957 in Nisko, Südpolen) ist ein polnischer Germanist, Literaturhistoriker, Hochschullehrer und Herausgeber.
Nach der Matura in dem Liceum in Nisko studierte Marek Zybura von 1976 bis 1980 Germanistik und Kunstgeschichte an der Universität Breslau und der Universität Wien. Von 1981 bis 1989 war er im Institut der Germanistischen Philologie der Universität Breslau als wissenschaftlicher Mitarbeiter angestellt. Im Jahr 1989 promovierte er  mit der Dissertation Die literarische Vermittler-Rolle Ludwig Tiecks als Übersetzer und Herausgeber. Sein Beitrag zur frühromantischen Idee der Weltliteratur an der Universität Breslau zum Doktor (Dr. phil.). Im Jahr 1997 erfolgte an der Universität Breslau die Habilitation mit der Habilitationsschrift August Scholtis. Untersuchungen zu Leben – Werk – Wirkung. Danach lehrte er ab 2002 als Titularprofessor.
Für die Arbeiten auf dem Gebiet der deutschen Romantikforschung verlieh ihm 1990 die Eichendorff-Gesellschaft den Oskar-Seidlin-Preis. Von 1998 bis 2004 unterrichtete er als Professor für deutsche Literaturgeschichte und Kulturwissenschaft am Institut der Germanistischen Philologie an der Universität Oppeln. Marek Zybura ist seit 2004 der Leiter des Lehrstuhls für Germanistik am Willy-Brandt-Zentrum für Deutschland- und Europastudien an der Universität Breslau. Er lehrte als Gastprofessor an Hochschulen in Leipzig, Düsseldorf, und Dresden. Seit 2010 ist er ein korrespondierendes Mitglied der Sächsischen Akademie der Künste sowie langjähriges Mitglied beim polnischen P.E.N.-Club.
Marek Zybura gab Epistolografien, Monografien und literarische Biografien über Gustav Freytag, Theodor Molinari (1803–1867), Otto Forst de Battaglia, Reiner Kunze, Hubert Orłowski, Tadeusz Różewicz, Witold Gombrowicz, Czesław Miłosz, Rainer Maria Rilke und Heinrich Kunstmann heraus. Mit Maria Katarzyna Lasatowicz gab er die von 1999 bis 2004 erschienenen Oppelner Beiträge zur Germanistik heraus. Ein weiterer Aspekt seines Wirkens sind die deutsch-polnischen Beziehungen.

## Ehrungen
- 1990: Oskar-Seidlin-Preis der Eichendorff-Gesellschaft
- 1996: Pióro Fredry-Preis (Preis der polnischen Verleger für das beste Buch des Jahres)
- 2010: Mitglied der Sächsischen Akademie der Künste

## Schriften (Auswahl)
- Ludwig Tieck als Übersetzer und Herausgeber. Zur frühromantischen Idee einer „deutschen Weltliteratur“ (= Beiträge zur neueren Literaturgeschichte. Folge 3, Band 131). Winter, Heidelberg 1989, ISBN 3-8253-0189-3. (Zugleich Dissertation, Universität Breslau, 1989)
- August Scholtis 1901–1969. Untersuchungen zu Leben, Werk und Wirkung. Schöningh, Paderborn 1997, ISBN 3-506-79837-5.
- Der Umgang mit dem deutschen Kulturerbe in Schlesien nach 1945 (= Impressionen aus der Kulturlandschaft Schlesien. Band 3). Senfkorn-Verlag Theisen, Görlitz 2005, ISBN 3-935330-19-7.
- Querdenker, Vermittler, Grenzüberschreiter. Beiträge zur deutschen und polnischen Literatur- und Kulturgeschichte. Dresden 2007, ISBN 978-3-934038-87-5.
- mit Krzysztof Ruchniewicz: Leksykon Polactwa w Niemczech (= Studia i materiały do dziejów Polaków w Niemczech, Band 2). Wörterbuch; Centrum Studiów Niemieckich i Europejskich im. Willy’ego Brandta Uniwersytetu Wrocławskiego. Oficyna Wydawnicza ATUT – Wrocławskie Wydawnictwo Oświatowe, Wrocław 2017, ISBN 978-83-7977-309-1.

Herausgeberschaften
- Edward Białek, Roman Polsakiewicz: Gustav Freytag an Theodor Molinari und die Seinen. Bislang unbekannte Briefe aus den Beständen der Universitätsbibliothek Wrocław (= Trouvaillen – Editionen zur Literatur- und Kulturgeschichte. Band 1). 1987, ISBN 3-8204-9896-6.
- Ein Erasmus unserer Zeit. Otto Forst de Battaglia. (= Schriften zur polnischen Literatur.  Deutsches Polen-Institut, Darmstadt). Harrassowitz, Wiesbaden 1992, ISBN 3-447-03468-8.
- Mit dem Wort am Leben hängen… . Reiner Kunze zum 65. Geburtstag (= Beiträge zur neueren Literaturgeschichte.  Folge 3, Band 162). Winter, Heidelberg 1998, ISBN 3-8253-0775-1.
- mit Jan-Pieter Barbian: Erlebte Nachbarschaft. Aspekte der deutsch-polnischen Beziehungen im 20. Jahrhundert. Harrassowitz, Wiesbaden 1999, ISBN 3-447-04149-8.
- mit Edward Białek (Hrsg.): Hubert Orłowski: Literatur und Herrschaft ↔ Herrschaft und Literatur. Zur österreichischen und deutschen Literatur des 20. Jahrhunderts (= Oppelner Beiträge zur Germanistik. Band 2). Lang, Frankfurt am Main 2000, ISBN 3-631-35726-5.
- mit Kazimierz Wóycicki: Geist und Macht. Schriftsteller und Staat im Mitteleuropa des „kurzen Jahrhunderts“ 1914–1991 (= Arbeiten zur neueren deutschen Literatur. Band 9). Thelem bei w.e.b., Dresden 2002, ISBN 3-935712-02-2.
- mit Edward Białek (Hrsg.), Manfred Durzak (Hrsg.): Literatur im Zeugenstand. Beiträge zur deutschsprachigen Literatur- und Kulturgeschichte. Festschrift zum 65. Geburtstag von Hubert Orłowski (= Oppelner Beiträge zur Germanistik. Band 5). Lang, Frankfurt am Main 2002, ISBN 3-631-39495-0.
- mit Andreas Lawaty: Tadeusz Różewicz und die Deutschen (= Veröffentlichungen des Deutschen Polen-Instituts Darmstadt. Band 17). Harrassowitz, Wiesbaden 2003, ISBN 3-447-04814-X.
- mit Krzysztof Ruchniewicz (Hrsg.): „Mein Polen…“. Deutsche Polenfreunde in Porträts (= Mitteleuropa, Geschichte und Landschaft). Thelem, Dresden 2005, ISBN 3-937672-36-2.
- mit Izabela Surynt (Hrsg.): Mein theurer Theodor. Gustav Freytags Briefe an Theodor Molinari 1847–1867 (= Breslauer Trouvaillen. Band 1). Neisse-Verlag, Dresden 2006, ISBN 3-934038-63-8.
- mit Andreas Lawaty: Gombrowicz in Europa. Deutsch-polnische Versuche einer kulturellen Verortung (= Veröffentlichungen des Nordost-Instituts. Band 2). Harrassowitz, Wiesbaden 2006, ISBN 3-447-05368-2.
- mit Izabela Surynt (Hrsg.): Die „Wende“. Die politische Wende 1989/90 im öffentlichen Diskurs Mittel- und Osteuropas (= Studia Brandtiana). Dobu Verlag, Hamburg 2007, ISBN 978-3-934632-23-3.
- mit Krzysztof  Ruchniewicz (Hrsg.): Die höchste Ehrung, die einem Schriftsteller zuteil werden kann. Deutschsprachige Nobelpreisträger für Literatur. Neisse-Verlag, Dresden 2007, ISBN 978-3-940310-01-9.
- mit Elżbieta Opiłowska, Krzysztof Ruchniewicz: „Das Friedenszeichen von Kreisau“ und „Der Händedruck von Verdun“. Wege zur deutsch-polnischen und deutsch-französischen Versöhnung und ihre Symbole im kollektiven Gedächtnis der Gesellschaften. Oficyna Wydawnicza Atut, Wrocław 2009, ISBN 978-83-7432-550-9.
- mit Karl Dedecius (Hrsg.): Deutsche Stimmen zum Erscheinen von „Lektion der Stille - Neue polnische Lyrik“. Eine Gedenkgabe zum 50. Jahrestag der Erstveröffentlichung. („Lekcja ciszy“ Karla Dedeciusa w głosach krytyki niemieckiej. W 50-lecie I wydania). Centrum Studiów Niemieckich i Europejskich im. Willy Brandta Uniwersytetu Wrocławskiego. Gajt Wydawnictwo, Wrocław 2009, ISBN 978-83-88178-80-1. (deutsch / polnisch)
- mit Dieter Bingen, Peter Oliver Loew, Krzysztof Ruchniewicz: Erwachsene Nachbarschaft. Die deutsch-polnischen Beziehungen 1991 bis 2011 (= Veröffentlichungen des Deutschen Polen-Instituts Darmstadt. Band  29). Harrassowitz Verlag, Wiesbaden 2011, ISBN 978-3-447-06511-5.
- mit Wojciech Kunicki (Hrsg.): Germanistik in Polen. Zur Fachgeschichte einer literaturwissenschaftlichen Auslandsgermanistik. 18 Porträts (= Studia Brandtiana. Band 3). fibre, Osnabrück 2011, ISBN 978-3-938400-56-2.
- Walter Laßmann: Meine Erlebnisse in der Festung Breslau. Tagebuchaufzeichnungen eines Pfarrers. Neisse-Verlag, Dresden 2012, ISBN 978-3-86276-044-2.
- mit Andreas Lawaty: Czesław Miłosz im Jahrhundert der Extreme. Ars poetica – Raumprojektionen – Abgründe – Ars translationis (= Studia Brandtiana. Band 8). fibre, Osnabrück 2013, ISBN 978-3-938400-85-2.